# Stan Billington
Stan Billington (1937–2011) là một cầu thủ bóng đá người Anh, thi đấu ở vị trí hậu vệ ở Football League cho Tranmere Rovers.